# ラーマグプタ
ラーマグプタはグプタ朝の君主。サムドラグプタの長男で、父王を継承し、弟であるチャンドラグプタ2世がラーマグプタの後に王位を継承した。当初、彼は伝統的物語だけで知られていたが、その後、ジャイナ教の祖師（ティールタンカラ）の図像に彫られた3つの碑文がビディシャ近郊のドゥルガプルから発見された。そこでは、 マハーラージャディラージャ（王中の大王）として言及されている。彼は、強制されて彼の弟の婚約者ドゥルヴァ・デーヴィーと結婚したが、ルドラシンハ3世王に敗北し、悩んだ後、王妃をルドラシンハ王に送ることにした。弟チャンドラグプタ2世はドゥルヴァ・デーヴィーのいる宮殿に赴き、ルドラシンハ3世を殺し、その後ラーマグプタも殺した。大量の彼の銅貨もビディシャとエランから発見されている。

## 伝承におけるラーマグプタ
現在の研究者は最初にラーマグプタの伝承記録に関して気づいたのは1923年のことだった。シルヴァン・レヴィが『デーヴィー・チャンドラグプタ』という名の今は失われたサンスクリット演劇を、Natyadarpanaから取り出した。それはこのテキストのうちの6章を含んでいた。Natyadarpanaはサンスクリット語の演劇論に基づいており、2人のジャイナ教徒の著者、ラーマチャンドラとグナチャンドラによって書かれていた。同年R. サラスワティーも3つの『デーヴィー・チャンドラグプタ』（チャンドラグプタと王妃）の用例を発見し、それはボージャ王のShringaraprakasha とSarasvatikanthabharanaの中で引用されていた。1924年にはR. ボンドパッダーエがアモーガヴァルシャ1世のサンジャンの銅板文書に刻印された韻文から見つかった情報を用いて補った。同年バーナバッタ作の『ハルシャ・チャリタ』に短い引用があることが、注釈家Shankararyaにより明らかにされた。

A.S. Altekarは、サンジャン、カンバト、サーングリーで発見された銅板文書の刻文に『デーヴィー・チャンドラグプタ』の断片、バーナバッタの短い引用、ラージャシェーカラの作品『カービヤミーマーンサー』での詩文、ペルシア語テキストで発見されたRawwalとBarkamarisの物語、Mujmal-ut-Tawarikh（無名のサンスクリット語の翻訳をアブー・アルハサン・アリーがアラビア語に翻訳したもの）、などの証拠に基づいて、伝承で言及されているラーマグプタは実在したと結論づけた。
ラーマグプタは臆病者だった。彼はチャンドラグプタ2世と婚約していたドゥルヴァ・デーヴィーと強制的に結婚させられた。彼の弟がサムドラグプタの死後、未来のグプタ王として宣言したものの、ラーマグプタがグプタ帝国の王になった。伝承によれば、ラーマグプタは彼の王国をグジャラートのサカ族を攻撃することによって拡大しようと決心した。遠征は悪い結果をもたらし、グプタ軍は閉じ込められた。サカ王ルドラシンハ3世は平和と交換に妻のドゥルヴァ・デーヴィーを寄越すよう要求した。弱い王は彼の兄弟チャンドラグプタと彼の妻への怒りから、この条件を受け入れる方に傾いた。言い逃れを用いてチャンドラグプタはサカ族の軍営に向かい、サカ王を殺害し、勝利を得てサカ王妃と民衆の尊敬も勝ち取った。少し後ラーマグプタは廃され、弟チャンドラグプタ2世によって殺され、チャンドラグプタ2世は義姉であったドゥルヴァ・デーヴィーと結婚した。
この物語は彼女が口実を設けて夫から自由になる、という点などが、ラーニー・パドミニーの物語と似ている。ドゥルヴァ・デーヴィーはチャンドラグプタ2世の王妃であり、王の後継者クマーラグプタの母だった。チャンドラグプタ2世もサカ王国を征服している。これらの物語のうち、どの部分がラーマグプタが演じた部分の反映なのかは明らかではない。

### 戯曲『チャンドラグプタと王妃』におけるラーマグプタ
Vishakhadattaによる演劇作品『チャンドラグプタと王妃（デーヴィー・チャンドラグプタ）』において、ラーマグプタは戦いを恐れ、能力もない弱く無力な王として描かれている。この演劇はラーマグプタが彼の弟チャンドラグプタの王座の権利を奪い、強制的に弟の婚約者ドゥルヴァ・デーヴィーを奪ったという話となっている。